# Вільгельм IV (герцог Баварії)
Вільгельм IV (*Wilhelm IV, 13 листопада 1493, Мюнхен — 7 березня 1550, Мюнхен) — герцог Баварії у 1508—1550 роках, до 1545 року разом з братом Людвигом X, потім самостійно.

## Життєпис

### Молоді роки
Походив з династії Віттельсбахів. Старший син Альбрехта IV, герцога Баварії, та Кунігунди Габсбург (доньки імператора Фрідріха III). Народився у 1493 році в Мюнхені. Здобув гарну освіту. Замолоду виявив цікавість до мистецтва.
Альбрехт IV в 1506 році встановив неподільність герцогства, за яким Вільгельм мав би успадкувати усю Баварію. З цього моменту фактично правив разом з батьком.

### Герцогування
У 1508 році після смерті батька стає новим баварським герцогом під регентством  Вольфганга, єпископа Пассау.
Проте його молодший брат Людвіг відмовився обрати церковну кар'єру, а висунув права на частину батьківських володінь. Почалася судова тяганина. В цей час наказав не заважати пропаганді ідей Мартина Лютера, чим сприяв поширенню ідей Реформації в герцогстві. У 1511 році призначив канцлером Леонарда фон Екка.
1514 року за посередництва імператора Максиміліана I, зацікавленого в послаблені Баварії, Вільгельм IV вимушений був поступитися частиною володінь братові Людвігу. Останній отримав в управління чверть території Баварії — Ландсгут і Штраубін з титулом герцога. Втім Вільгельм IV зробив усе можливе для встановлення гарних стосунків з братом. З цього часу починається поступове повернення до боротьби з Реформацією.
23 квітня 1516 року в Інгольштадті видав Закон про чистоту (Райнхайтсгебот), за яким  регулювалося пивоваріння у Баварії. Закон чітко встановлював перелік складових, з яких має виготовлятися справжнє пиво: ячмінь, хміль і вода. Дріжджі в законі не згадувалися, оскільки в той час вони вважалися відходами виробництва.Закон діяв до 1986 року, коли був замінений правилами Європейського Союзу. З 1994 року Асоціація німецьких пивоварів відзначає 23 квітня як День німецького пива.
У 1518 році впровадив земельну реформу.

### Конфлікт з герцогом Вюртембергським
В 1519 році після того як Ульріх I, герцог Вюртембергу, захопив імперське місто Рейтлінген, Швабський союз оголосив йому війну, доручивши капітанство над військом герцогу Вільгельму IV. До своєї 10-тисячний армії Ульріх I приєднав 16 000 швейцарців і сподівався на допомогу Франції, але швейцарський союз відкликав своїх найманців. Франциск I, король Франції, також вирішив не загострювати відносини з південнонімецькими містами та володарями. Тому війська Швабського союзу на чолі із Вільгельмом IV швидко опанували герцогством Вюртемберзьким. Ульріх I втік до курфюрства Пфальц, потім зробив спробу поборотися з ворогами, але був декілька разів розбитий і втік в Швейцарії. Вюртембергом до 1534 року розпоряджався Швабський союз.
1520 році під орудою Вільгельма IV здійснено кодифікацію права Баварії. У 1521 році разом з братом в Мюнхенському університеті видав наказ, що забороняв поширення творів Мартина Лютера в Баварії.
1522 року оженився на доньці маркграфа Бадену.

### Релігійна політика
У 1524 році уклав союз з папою римським Климентом VII щодо боротьби з Реформацією. Герцог отримав права щодо призначення місцевих єпископів, натомість  Інгольштадтський університет переходив єзуїтам. Водночас герцог не надавав підтримки імператору Карлу V Габсбургу у протистоянні лютеранським князям Німеччини. Того ж року разом з Трухзес фон Вальдбургом боровся проти селянського повстання в Швабії та Франконії. У 1525 році сприяв придушенню подібного повстання в архієпископстві Зальцбурзькому та південній Швабії.
У 1526 році остаточно впровадив закон, вперше виданим його батьком, за яким встановлювалося спадкування герцогського трону в Баварії за правом першородства, забороняючи розподіл герцогства між родичами.

### Культурна політика
Був покровителем мистецтв. Переїхав зі Альтер Хофу в нову резиденцію.
В цей час залучив до свого двору Альбрехта Альтдорфера, який на замовлення герцога написав свою саму знамениту картину «Битва Александра». Вільгельм V також підтримував Бартеля Бегама, Ганса Міліха та інших художників. З його колекції картин почалася історія Старої пінакотеки. Улюбленою літньою резиденцією став розширений палац Дахау. При ньому були  закладені основи Баварського державного оркестру.
У 1526 році разом з братом надав підтримку Яношу Заполья, яка тривала до 1534 року. Конфлікт закінчився в 1524 році укладенням в Лінці союзу з Фердинандом I Габсбургом.
1545 року після смерті брата Людвіга X, який не залишив спадкоємців, Вільгельм IV успадкував його володіння. Цим покладено край роздрібності Баварії. 1546 року надав військову підтримку імператору під час Війни проти лютеранської Шмалькальденської ліги. Спочатку Баварія стала базою імператорських військ, звідки почався наступ на Саксонію, основну державу Шмалькальденської ліги. Втім спроба 1547 року приборкати курфюрства Пфальц — прихильника кальвінізму, виявилася невдалою.
Помер у 1550 році, похований в Фрауенкірхе в Мюнхені. Йому спадкував син Альбрехт.

## Родина
Дружина — Марія Якоба, донька Філіппа I, маркграфа Баденського.
Діти:
- Теодор (1526—1534)
- Альбрехт (1528—1579), герцог Баварії
- Вільгельм (1529—1530)
- Матильда (1532—1565), дружина Філіберта Баденського

Бастарди:
- Георг (1509—1590)
- Ганна (д/н—1570)